# La Lagunita (Hidalgo)
La Lagunita es una localidad de México localizada en el municipio de Ixmiquilpan en el estado de Hidalgo.

## Geografía
Se encuentra en la región geográfica de la Sierra Gorda. A la localidad le corresponden las coordenadas geográficas 20° 39’ 55.219” de latitud norte y 99° 14’ 24.660” de longitud oeste, con una altitud de 2541 m s. n. m. Cuenta con un clima templado subhúmedo con lluvias en verano, de mayor humedad.
En cuanto a fisiografía se encuentra en la provincia del Sierra Madre Oriental, dentro de la subprovincia del Carso Huasteco; su terreno es de sierra. En lo que respecta a la hidrografía se encuentra posicionado en la región del Pánuco, dentro de la cuenca del río Moctezuma, y en las subcuenca del río Amajac.

## Demografía
En 2020 registró una población de 510 personas, lo que corresponde al 0.52 % de la población municipal. De los cuales 256 son hombres y 254 son mujeres.
| Gráfica de evolución demográfica de La Lagunita entre 1910 y 2020 |
|                                                                   |
| Población registrada por los censos y conteos del INEGI.          |